# Диминуция
Димину́ция (лат. diminutio — уменьшение) — техника ритмической композиции и приём орнаментики в старинной музыке.

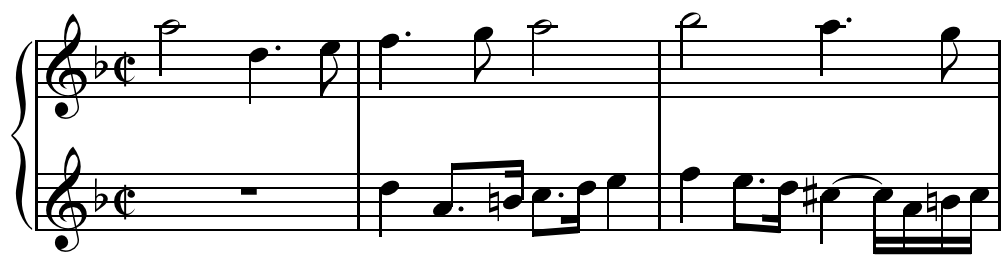
Контрапункт VII из «Искусства фуги» И. С. Баха. Тема в нижнем голосе канона проводится в уменьшении — длительностями, в два раза меньшими по сравнению с исходной темой (в верхнем голосе)

Под диминуцией как техникой ритмической композиции обычно понимается пропорциональное уменьшение длительностей по отношению к прежде звучавшей (или нотированной) исходной мелодии, теме. Применялась преимущественно в полифонической музыке Средних веков, Возрождения и барокко. В изоритмических сочинениях диминуция — ритмическое уменьшение тальи к концу сочинения, обычно достигаемое путём смены мензуры (см. Мензуральная нотация). В имитационной полифонии — один из приёмов канонической техники (пропорциональный, или мензуральный, канон), то же, что уменьшение; технике уменьшения в имитационной полифонии противоположна по смыслу техника пропорционального ритмического увеличения, или аугментация.

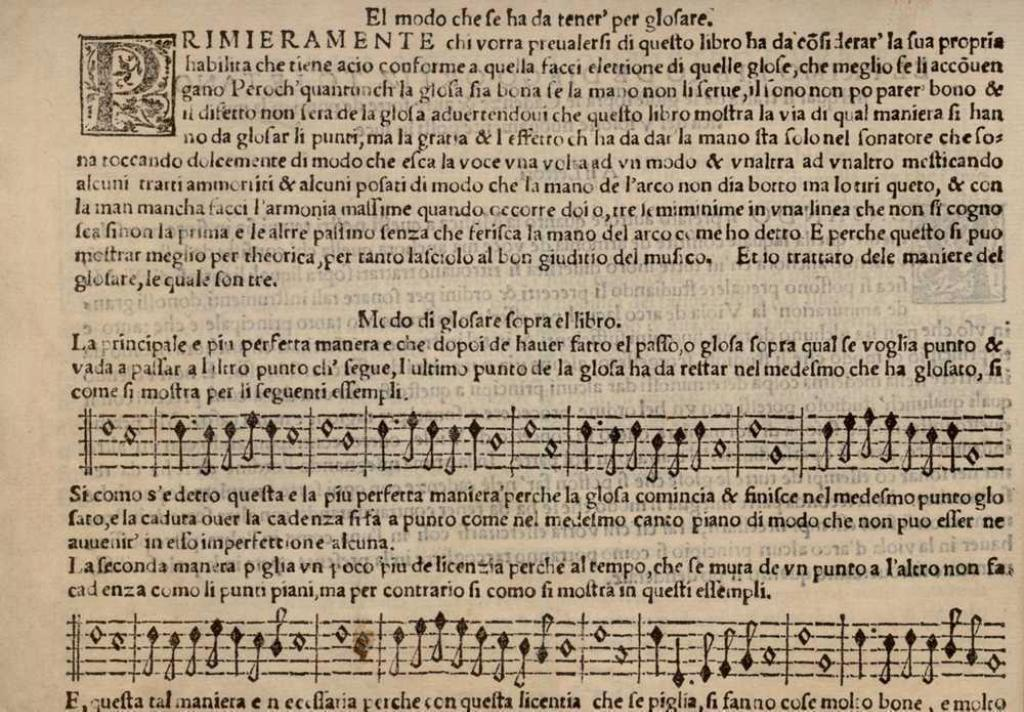
Страница из пособия по технике инструментальных вариаций («Трактат о глосах») Диего Ортиса, 1553). На нотоносце вначале показан исходный интервал мелодии, (например, нисходящая кварта d-a), затем — его «глоса», то есть мелодическая фраза импровизационного характера, демонстрирующая его диминуцию (d-c-d-h-c-d-a)

В XVI—XVII веках диминуция (синонимы: в Италии — passagio, в Испании — glosa, в Англии — division, во Франции — double) — приём орнаментики, замена оригинальной большой длительности пассажем из нот меньшей длительности (в сумме составлящих величину оригинальной длительности). Изначально диминуция была импровизационной (например, в Папской капелле в Риме), позже (в сочинениях К. Меруло, Дж. Габриели и А. Габриели, А. Кабесона, А. Корелли и многих других) выписывалась в нотах.